# Begonia fasciculata
Espèce
Synonymes
- Diploclinium fasciculatum (Jack) Miq.[1]
- Petermannia fasciculata (Jack) Klotzsch[1]

Begonia fasciculata est une espèce de plantes de la famille des Begoniaceae.
L'espèce fait partie de la section Petermannia.
Elle a été décrite en 1822 par William Jack (1795-1822).

## Répartition géographique
Cette espèce est originaire du pays suivant : Indonésie.